# La Complainte sur le Christ mort

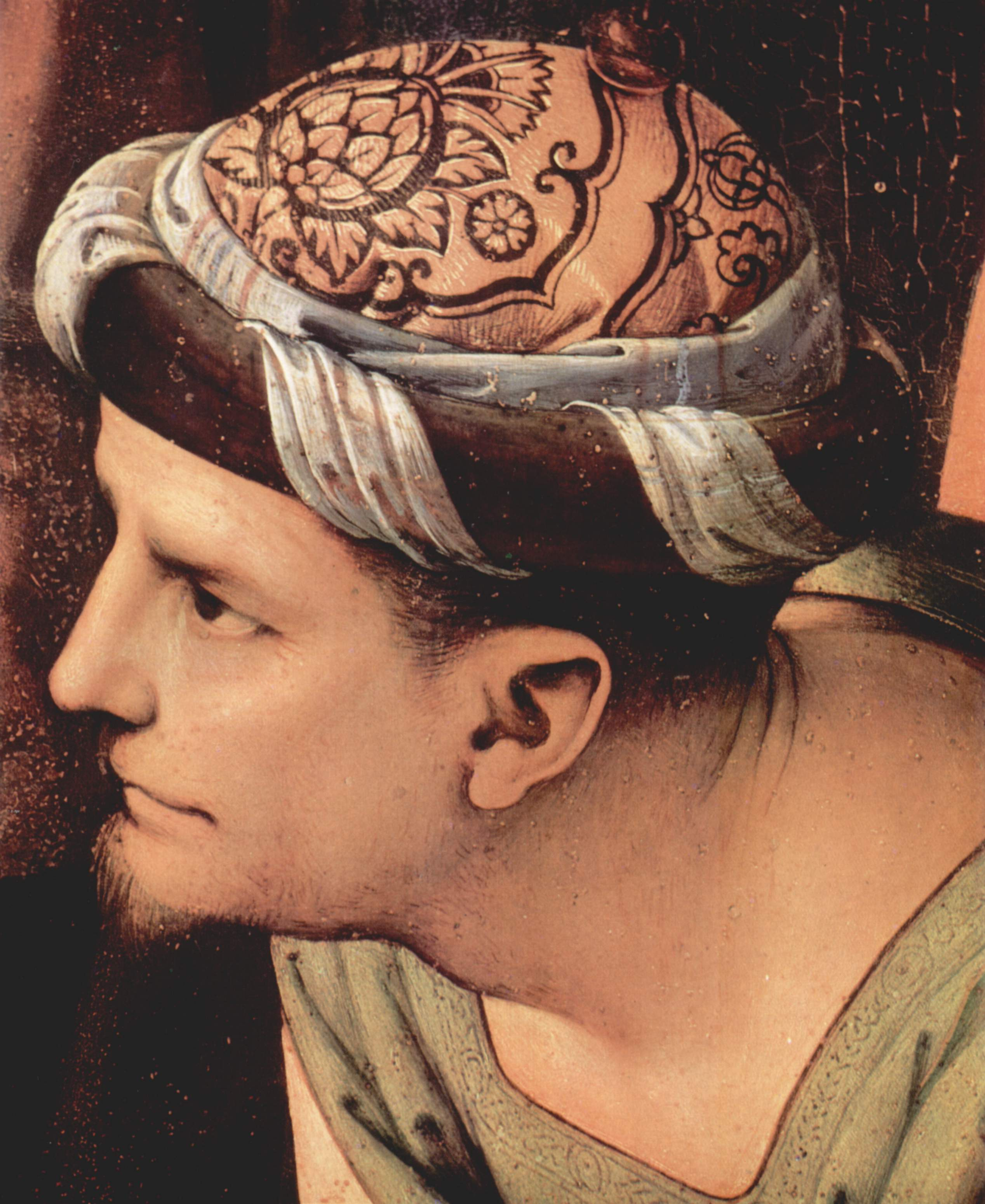
Joseph d'Arimathie, (détail)

La Complainte sur le Christ mort (en italien : Compianto sul Cristo morto) est une peinture religieuse du Pérugin, datant de 1495 environ, située dans la Galerie Palatine du Palais Pitti à Florence.

## Histoire
L'œuvre a été réalisée pour les clarisses du couvent de Santa Chiara, supprimé en 1808.
La peinture, considérée comme une des plus abouties de l'artiste, a servi comme modèle pour d'autres artistes comme Fra Bartolomeo  (Pietà), Andrea del Sarto (Pietà di Luco), toutes deux conservées à la Galerie Palatine.
À la suite du traité de Tolentino, l'œuvre a été prélevée et emmenée à Paris où elle resta de 1799 à 1814.
Destinée initialement à la Galleria dell'Accademia de Florence, en 1834 elle a été installée au Palais Pitti.

## Thème
Le thème de l'œuvre est celui de l'iconographie de la peinture chrétienne, décrivant les pleurs et lamentations des proches du Christ après sa mort et sa Déposition, ou Descente de Croix.

## Description
La scène se déroule au premier plan, dans la moitié inférieure du tableau.
Au centre, le corps du Christ mort est mi-assis, étendu sur un suaire blanc ayant permis de le descendre de la Croix, soutenu par les protagonistes habituels de cette scène sacrée : une sainte femme, Nicomède et Joseph d'Arimathie portant une riche coiffe de damas à motifs  floraux.
La Vierge  tient le bras du fils mort en lui adressant un regard empreint d'émotion, rempli de pathos.
Trois saintes femmes l'entourent avec des poses expressives mesurées : l'une approche ses poings croisés au visage en signe de consternation, une autre soutient doucement la tête de Jésus enfin la troisième prie agenouillée à ses pieds.
Au centre, Madeleine, vêtue dans un habit rouge vif, soulève les mains dans un geste de surprise et ferme le triangle de la composition dont les sommets de la base sont constitués par Nicomède et Joseph d'Arimathée.
Les côtés sont fermés par deux groupes de figures : à gauche l'apôtre Jean et une sainte femme, à droite trois hommes qui semblent en discussion.
La scène est conçue selon un schéma calme et plaisant, ordonné selon les règles de la symétrie et par les correspondances rythmiques que l'on retrouve dans les inclinaisons des têtes. La Vierge est typique de la maturité productive de l'artiste qui l'a représentée comme une femme mûre, simple et sévère plutôt que sous des traits jeunes et élégants.
La peinture est caractérisée par une forte richesse chromatique et par la représentation minutieuse de détails comme les riches habits de certains personnages et les coiffures élaborées des femmes.
Le fond est composé d'un doux paysage collinaire, pointillé d'arbrisseaux se dégradant vers le centre de la peinture constituée d'une vallée lacustre avec, sur la gauche, une cité fortifiée.

## Analyse
L'œuvre est emblématique de la production de l'artiste par la richesse des personnages et la variété des attitudes, tous orientés vers un même sentiment, riches de rapports psychologiques entre les diverses figures. La scène par son harmonie et sa beauté, fait ressortir un sentiment de calme, facilitant la contemplation religieuse.
La représentation de la Vierge sous ses traits de femme mûre et austère est typique du climat spirituel préconisé par Jérôme Savonarole.

## Sources
- (it) Cet article est partiellement ou en totalité issu de l’article de Wikipédia en italien intitulé « Compianto sul Cristo morto (Perugino) » (voir la liste des auteurs).